# Друйський замок
Дру́йський за́мок — колишній замок, який існував у 14-18 ст. у селі Друя Браславського району Вітебської області.

## Опис
Розташований біля злиття річок Друйка та Західна Двіна. За деякими даними, спочатку замок князів Масальських розташовувався на лівому березі Друйки, на території т. зв. «Старе міста», а після 1515 р. перемістився на правий берег. З тактичної точки зору розташування замку було не дуже вдалим. Він не міг зайняти низький і малий виступ поблизу впадіння Друйки в Західну Двіну, бо остання навесні була постійно затоплена. 3і сходу від виступу височіла гора, яка, коли її окупували супротивники, могла бути використана для встановлення артилерії та обстрілу замку. Після 1515 року на цьому пагорбі було вирішено побудувати замок, але тут не найкраще місце для укріплення, оскільки майже з усіх боків були довгі та похилі схили, зручні для нападів ворога, а Західна Двіна та Друйка були на значній відстані від замку. Тим не менше «Полоцька ревізія» 1552 р. записала Друйський «замок спільний» князів Масальських на лівому березі Західної Двіни. «Оборонний замок» оточував місто. Про структуру фортечних укріплень у документі не повідомляється.

## Військова історія
Роль Друйського замку у Лівонській війні 1558—1583 рр. не з'ясована, хоча в 1561 р. тут дислокувався кавалерійський загін. «Лист» про перемир'я за 1594 рік між Великим князівством Литовським та Московською державою називає Друйський замок серед замків Подвіння. В історичних джерелах за 1594 рік є згадка про «опаловий замок Друйських», що вказує на стан укріплень того часу. Під час військових подій XVII—XVIII ст. замок зазнав численних облог і штурмів, неодноразово руйнувався та спалювався. Після війни між Росією та Річчю Посполитою в 1654-67 рр. він був відбудований на лівому березі Західної Двіни, але не виділявся за потужністю. У XVIII ст. поступово занепадав.

## Сучасність
У наш час під щільними міськими будівлями ховаються сліди середньовічних фортечних укріплень. Археологічні розкопки Друйського замку були проведені в 1972 році М. Ткачовим, у 1986–1988 — В. Зайцевою.